# Le Bagnard (film)
Pour les articles homonymes, voir Le Bagnard.
Pour plus de détails, voir Fiche technique et Distribution.
Le Bagnard est un film français réalisé par Willy Rozier et sorti en 1951.

## Synopsis
Accusé de meurtre, un médecin marseillais a été envoyé au bagne : il s'évade et veut obtenir sa rédemption, au risque de redevenir bagnard.
Ce film est en partie tiré de l'histoire de Pierre Bougrat, un médecin français condamné pour meurtre à la réclusion au bagne de Guyane, que son évasion a rendu célèbre.

## Fiche technique
- Titre : Le Bagnard
- Réalisation : Willy Rozier assisté de Tony Saytor
- Scénario et dialogues : Xavier Vallier (pseudonyme de Willy Rozier)
- Photographie : Fred Langenfeld
- Montage : Denise Charvein
- Musique : Jean Yatove
- Son : André-Léonce Le Baut
- Directeur de production : René Jaspard
- Société de production : Sport Films
- Pays d'origine :  France
- Format : Noir et blanc — 35 mm — 1,37:1 — Son : Mono
- Genre : Film dramatique
- Durée : 100 minutes (1 h 40)
- Dates de sortie :
  - France : 13 avril 1951
- Affiche : Roger Rojac (France)

## Distribution
- Lili Bontemps : Marie-Lou
- Pierre Gay : Dr Julien
- Juliette Faber : Pilar
- Lucien Nat : Messner
- Milly Mathis : Mme Rosano
- Henri Arius
- Roger Blin
- Bréols
- Lucien Callamand
- Lucien Blondeau
- Colette Deréal
- Félix Clément
- Henry Houry
- Marcel Delaître